# 1947 na literatura

## Livros
- José Saramago - Terra do Pecado, o seu primeiro romance

### Literatura infantil
- Monteiro Lobato - Histórias Diversas

## Nascimentos
| Data           | Nome              | Profissão                             | Nacionalidade  | Observações | Ref |
| -------------- | ----------------- | ------------------------------------- | -------------- | ----------- | --- |
| 3 de Fevereiro | Paul Auster       | escritor                              | Estados Unidos |             |     |
| 8 de Abril     | Robert Kiyosaki   | empresário, investidor e escritor     | Estados Unidos |             |     |
| 29 de Abril    | Olavo de Carvalho | filósofo, livre-pensador e jornalista | Brasil         | m. 2022     |     |
| 22 de Junho    | Octavia E. Butler | escritora                             | Estados Unidos | m. 2006     |     |
| 29 de junho    | Brian Herbert     | escritor                              | Estados Unidos |             |     |
| 24 de junho    | Flávio Alencar    | médico escritor, contista             | Brasil         |             |     |
| 1 de Agosto    | Lucius Shepard    | escritor                              | Estados Unidos |             |     |
| 9 de Agosto    | John Varley       | escritor de ficção científica         | Estados Unidos |             |     |
| 24 de Agosto   | Paulo Coelho      | escritor                              | Brasil         |             |     |
| 21 de Setembro | Stephen King      | escritor                              | Estados Unidos |             |     |
| 20 de dezembro | Raimundo Carrero  | escritor                              | Brasil         |             |     |
| 22 de dezembro | Paulo Camelo      | médico escritor, poeta                | Brasil         |             |     |
| ??             | Carlos Correia    | escritor                              | Portugal       |             |     |

## Mortes
| Data           | Nome                             | Profissão                                                           | Nacionalidade | Observações | Ref |
| -------------- | -------------------------------- | ------------------------------------------------------------------- | ------------- | ----------- | --- |
| 12 de Janeiro  | Afrânio Peixoto                  | médico, político e escritor                                         | Brasil        | n. 1876     |     |
| 19 de Abril    | Benedito Carneiro Bastos Barreto | caricaturista, pintor, cartunista, cronista, escritor e ilustrador  | Brasil        | n. 1896     |     |
| 13 de Dezembro | Nikolai Konstantinovich Roerich  | pintor, escritor, historiador, poeta, professor e líder intelectual | Rússia        | n. 1874     |     |

## Prémios literários
- Nobel de Literatura - André Gide.
- Prémio Machado de Assis - não atribuído